# 日本の選択 (政策フォーラム)
政策フォーラム 日本の選択（せいさくふぉーらむ にほんのせんたく）は、政策提言を主に行う団体。2012年10月設立。2016年11月現在、公式サイトが閉鎖されており、直近の活動実績は不明。

## メンバー
肩書は設立当時のもの。
徳川家広（政治経済評論家／翻訳家）※当団体の座長も務める。
茂木健一郎（脳科学者）
白洲信哉（文筆家）
波頭亮（経営コンサルタント）
木内孝胤（前衆議院議員）
金杉肇（ゲームプロデューサー）※当団体の事務局長も務める。
他、多数在籍。

## 活動内容

### 日本再生の17ケ条
17の項目からなる政策提言を行っている。聖徳太子の十七カ条の憲法に範を取る、としている。

### 目安箱.net
政策立案プラットフォーム。2012年12月5日β版公開。企画開発・株式会社ID、運営・日本の選択（当団体）。
（2015年7月現在、同プラットフォームは閲覧できない。ドメイン名はエステ関連のサイトに使用されている。）

## 政界との関わり
- 白洲信哉は、前職の辞職に伴う2012年東京都知事選挙への出馬意向を示した[4]が、その後見送りとなった。

- 木内孝胤は、2012年第46回衆議院議員総選挙へ日本未来の党公認で東京9区から出馬したが、落選した。その後2014年第47回衆議院議員総選挙へ維新の党公認で東京9区から出馬し、選挙区では敗れるも、重複立候補していた比例東京ブロックで復活し、2年ぶりに国政に復帰した。